# Lepidodactylus herrei
Espèce
Statut de conservation UICN

 LC  : Préoccupation mineure
Lepidodactylus herrei est une espèce de geckos de la famille des Gekkonidae.

## Répartition
Cette espèce est endémique des Philippines. Elle se rencontre à Negros et à Cebu.

## Liste des sous-espèces
Selon The Reptile Database (8 octobre 2012) :
- Lepidodactylus herrei herrei Taylor, 1923
- Lepidodactylus herrei medianus Brown & Alcara, 1978

## Étymologie
Cette espèce est nommée en l'honneur d'Albert William Christian Theodore Herre.

## Publication originale
- Taylor, 1923 : Additions to the herpetological fauna of the Philippine Islands, III. Philippine Journal of Science, vol. 22, p. 515-557 (texte intégral).
- Brown & Alcala, 1978 : Philippine lizards of the family Gekkonidae. Silliman University, Dumaguete City, Philippines, vol. 1978, p. 1-146